# Viola Hach-Wunderle
Viola Hach-Wunderle (* 5. November 1953) ist eine deutsche Medizinerin, Angiologin und Fachbuchautorin. Sie ist Professorin für Innere Medizin an der Johann Wolfgang Goethe-Universität und führt eine Praxis für innere und Gefäßmedizin in Frankfurt am Main.

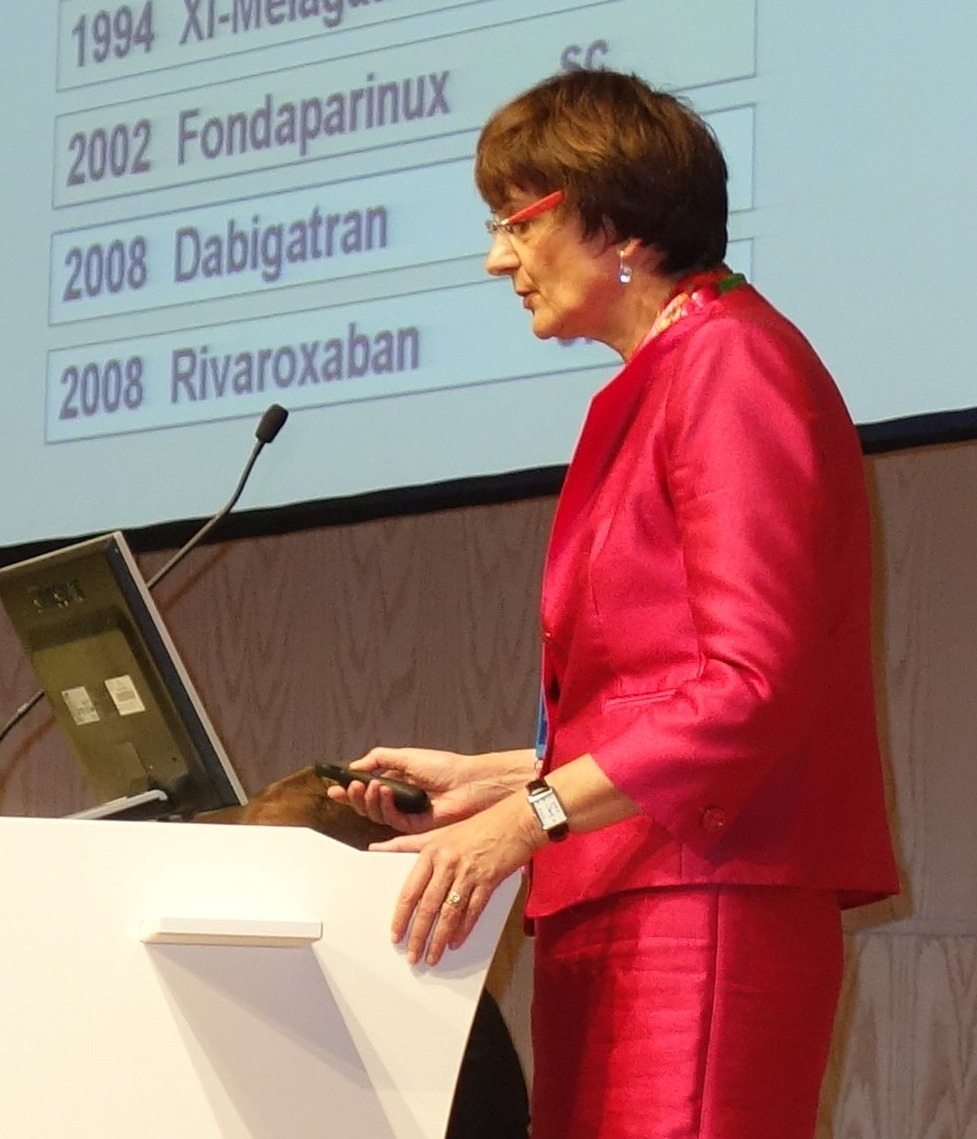
Viola Hach-Wunderle

## Leben
Viola Hach-Wunderle wurde in Berlin geboren. Im Jahr 1963 zog die Familie nach Frankfurt, wo ihr Vater, der Gefäßchirurg Wolfgang Hach, seine Facharztausbildung an der I. Medizinischen Klinik der Johann Wolfgang Goethe-Universität unter Prof. Ferdinand Hoff absolvierte. Um den Lebensunterhalt der Familie zu sichern, formulierten ihre Eltern neben der Arbeit Gutachten und übersetzten fachliche Texte aus russischer in deutsche Sprache.  Hach-Wunderle legte ihr Abitur am Elisabethen-Gymnasium in Frankfurt am Main ab. 

### Werdegang
Ihr Medizinstudium absolvierte Hach-Wunderle in Köln, Freiburg und Heidelberg. Im Jahr 1991 habilitierte sie sich für das Fach Innere Medizin und wurde im Jahr 1998 außerplanmäßige Professorin an der Johann Wolfgang Goethe-Universität. Ihre Habilitationsschrift trug den Titel Hämostaseologisches Risikoprofil bei venöser Thrombose. Ein Jahr später übernahm sie die Leitung einer Praxis für Innere Medizin und Angiologie in Frankfurt. Gleichzeitig mit der Arbeit als niedergelassene Ärztin war Hach-Wunderle bis zum Jahr 2000 als Chefärztin der Abteilung für Innere Medizin an der auf Gefäßerkrankungen spezialisierten ehemaligen William Harvey-Klinik in Bad Nauheim tätig. An dieser im Jahr 1975 gegründeten Klinik hatte ihr Vater als Ärztlicher Direktor gewirkt. Seit 2003 leitet Hach-Wunderle die angiologische Sektion am Krankenhaus Nordwest. 

### Lehrtätigkeit
Hach-Wunderle unterrichtet seit 2003 Medizinstudenten im Praktischen Jahr und seit 2009 im Wahlpflichtfach „Umgang mit Patienten in der internistischen Praxis“. Sie forscht und publiziert zur Angiologie und Phlebologie sowie verwandten Themenfeldern.

### Privates
Hach-Wunderle hat eine Schwester namens Marion, ist verheiratet und hat einen Sohn. In ihrer Jugend spielte sie Basketball in der Bundesliga.

## Fachliches Engagement
Hach-Wunderle ist als Hämostaseologin über die Grenzen des deutschsprachigen Raumes anerkannt und trägt auf nationalen und internationalen Fachkongressen zu den Themenfeldern Angiologie, Venengesundheit und Innere Medizin vor. Zudem ist sie als Fachexpertin in den Medien präsent und tritt beispielsweise beim Hessischen Rundfunk in Schwerpunktsendungen und als Interviewpartnerin auf.
Hach-Wunderle ist in zahlreichen Fachgesellschaften engagiert, unter anderem der Deutschen Gesellschaft für Phlebologie (DGP) und der Deutschen Gesellschaft für Ultraschall in der Medizin. Sie war zudem im Vorstand der Deutschen Gesellschaft für Angiologie (DGA) und engagiert sich in der DGA-Projektgruppe „Kampagne Risiko Thrombose“, die in Kooperation mit der Deutschen Gefäßliga auf das Risiko von Venenthrombose und Lungenembolie aufklären und aufmerksam machen will.

### Leitlinienerstellung
Von 2013 bis 2014 koordinierte Hach-Wunderle die Erstellung der angiologischen Leitlinie Venenthrombose und Lungenembolie: Diagnostik und Therapie, die im Jahr 2015 von der Arbeitsgemeinschaft der Wissenschaftlichen Medizinischen Fachgesellschaften (AWMF) herausgegeben wurde. Sie koordinierte hierbei die Zusammenarbeit von 14 Fachgesellschaften. Die Leitlinien der AWMF werden nach fünf Jahren turnusmäßig überarbeitet, somit entfiel die Gültigkeit im Jahr 2020. Eine Überarbeitung sowie die Neuauflage der Leitlinie unter dem Titel Diagnostik und Therapie der Venenthrombose und der Lungenembolie setzte im selben Jahr ein und wurde durch Birgit Linnemann koordiniert, die Hach-Wunderle als Leitlinienkoordinatorin der DGA ablöste. 

### Ehrungen
- 2009 – Ernst-von-Bergmann-Plakette der Bundesärztekammer
- 2021 – Paracelsus-Medaille der deutschen Ärzteschaft

## Autorentätigkeit
Im Rahmen ihrer regen und reichhaltigen Publikationstätigkeit veröffentlicht sie im Wesentlichen zu angiologischen und phlebologischen Themenfeldern – gemeinsam mit ihrem Vater jedoch auch zur auch zur Medizingeschichte.

### Publikationen (Fachbücher)
Mit ihrem Vater Wolfgang Hach
- Die Rezirkulationskreise der primären Varikose: Pathophysiologische Grundlagen zur chirurgischen Therapie, Springer 1994
- Phlebographie der Bein- und Beckenvenen, Schnetztor 1996 (4. Auflage)
- Blickpunkte in die Medizingeschichte des 19. Jahrhunderts, Schattauer 2008 (engl. bei Springer 1997)
- Von Monstern, Pest und Syphilis: Medizingeschichte in fünf Jahrhunderten, Schattauer 2016

Als (Mit-)Herausgeberin
- Lebensbedrohliche Gerinnungsstörungen in der Intensivmedizin, Springer 1996 (engl. bei Springer 1997)
- Hormoneller Zyklus, Schwangerschaft und Thrombose: Risiken und Behandlungskonzepte, Springer 1998
- VenenChirurgie: Operative, interventionelle und konservative Aspekte, Schattauer 2012
- Hämostaseologie für die Praxis: Sicher durch den klinischen Alltag, Schattauer 2012 (2. Auflage)

Als Mitautorin
- Thrombolyse und Antikoagulation in der Kardiologie, Springer 1994
- Grundlagen der Phlebologie, Viavital Verlag 2003
- VenenChirurgie: Leitfaden für Gefässchirurgen, Angiologen, Dermatologen und Phlebologen, Schattauer 2005